# Pheidole constanciae
Pheidole constanciae är en myrart som beskrevs av Auguste-Henri Forel 1902. Pheidole constanciae ingår i släktet Pheidole och familjen myror.

## Underarter
Arten delas in i följande underarter:
- P. c. constanciae
- P. c. nigra